# Chiripha involuta
Chiripha involuta är en fjärilsart som beskrevs av Walker 1856. Chiripha involuta ingår i släktet Chiripha och familjen nattflyn. Inga underarter finns listade i Catalogue of Life.